# Бернацкий, Михаил Владимирович
Михаи́л Влади́мирович Берна́цкий (6 [18] октября 1876, Киев — 16 июля 1943, Париж) — российский учёный-экономист. Министр финансов Временного правительства (1917).

## Биография
Из дворян. Его отец рано умер, и Михаил, ещё будучи гимназистом, оказался вынужден зарабатывать на жизнь частными уроками
Жена — Ольга Владимировна, урождённая Гамалея (1879—1942).
Окончил юридический факультет Киевского университета, был оставлен при кафедре политической экономии, слушал лекции в Берлинском университете. Магистр политической экономии (1911; тема диссертации: «Теоретики государственного социализма в Германии и социально-политические воззрения князя Бисмарка»).
С 1904 года преподавал политическую экономию в Тенишевском училище, позднее читал лекции в петербургских Политехническом (в 1908 — доцент) и Технологическом институтах. Занимался вопросами денежного обращения. Сотрудничал в легальных марксистских изданиях: журналах «Образование», «Современный мир» и др. В 1906 издал книгу «К аграрному вопросу», в которой, в отличие от многих марксистских теоретиков, выступил против национализации земли и безвозмездной экспроприации частных земель. Был сторонником выкупа частновладельческих земель по рыночной цене посредством государственных займов и введения общего прогрессивного подоходного налога. Противник теории «особого пути» России: считал, что российское крестьянское общинное хозяйство аналогично сельским общинам голландской Индонезии.
В последующем отошёл от марксизма, в своей магистерской диссертации подверг критике взгляды социалистов. Утверждал, что социальный капитализм способен обеспечить наибольшую степень личной свободы, и что введение мировой золотой валюты может привести к братскому сотрудничеству народов.
Член партии кадетов. Гласный Петроградской городской думы.

### Деятельность в 1917
После Февральской революции 1917 стал управляющим отделом труда Министерства торговли и промышленности Временного правительства, с июля 1917 — товарищем министра. С 26 апреля 1917 — председатель совещания по обсуждению проекта закона о свободе стачек и забастовок, был противником предоставления профсоюзам широких прав в этом вопросе в условиях военного времени. Сторонник милитаризации промышленности. В июне 1917 был одним из организаторов Радикально-демократической партии, лидером которой являлся Н. В. Некрасов.
С 25 сентября 1917 — министр финансов в последнем составе Временного правительства. Выступил сторонником всеобщего подоходного налога, повышения налога на наследство, налогового обложения военных сверхприбылей. Пытался бороться с инфляцией с помощью увеличения косвенных налогов и введения государственной монополии на чай, сахар и спички. В условиях стремительно растущих финансовых проблем предложил полностью запретить вывоз ценностей за границу. 25 октября (7 ноября) 1917 арестован в Зимнем дворце вместе с другими министрами, заключён в Петропавловскую крепость затем был освобождён.

### Участие в Гражданской войне на стороне белых
Уехал в Ростов-на-Дону, где присоединился к белому движению. С мая 1918 г. — член «Национального центра». Весной 1919 г. — министр финансов правительства генерала Шварца в Одессе.
В 1919—1920 — член Особого совещания при главнокомандующем Вооружённых сил Юга России (ВСЮР) генерале А. И. Деникине, начальник управления финансов. Руководил выпуском казначейских кредитных билетов, аннулировал хождение на территории, подконтрольной ВСЮР, советских денежных знаков.

С февраля 1920 г. — министр финансов Южнорусского правительства. После эвакуации белой армии в Крым весной 1920 возглавил «деловой кабинет» — последнее правительство Деникина, действовавшее в условиях фактического распада системы органов гражданской власти Юга России. Затем стал министром финансов в правительстве, созданном при новом главнокомандующем, бароне П. Н. Врангеле, который вспоминал: 
 В конце марта из Феодосии прибыл М. В. Бернацкий и подал мне прошение об отставке. Мне удалось убедить его взять прошение обратно. Его уход в эти дни оставил бы меня в беспомощном положении.

Ввёл государственную монополию на вывоз зерна, разработал новый бюджет, согласно которому из 20 миллиардов рублей, поступавших казне от налогов, 18 миллиардов приходились на долю косвенного обложения. Такая налоговая политика соответствовала взглядам Бернацкого, который был сторонником приоритета косвенных налогов (при Деникине он был вынужден проводить одобренную главнокомандующим ВСЮР политику по увеличению прямых налогов, которые в условиях гражданской войны было крайне сложно собирать). Вёл переговоры в Париже о предоставлении внешнего займа.
Осенью 1920 Врангель и его премьер-министр А. В. Кривошеин пришли к выводу о необходимости отставки Бернацкого как «теоретика» и замены его на «человека дела и практики», однако такового в условиях военных поражений белой армии найти не удалось, и Бернацкий остался на своём посту. Руководил закупкой угля для кораблей, на которых проводилась эвакуация белых войск и гражданского населения из Крыма. На посту финансового ведомства сохранил репутацию честного человека.

### Эмигрант
После эмиграции из Крыма занимался устройством эвакуированных чинов армии и беженцев. Затем стал председателем Финансового Совета при Совете Послов в Париже, в распоряжение которого были переданы заграничные фонды русского правительства. Распоряжаясь достаточно крупными суммами, вёл скромный образ жизни. По воспоминаниям современников, когда у него опасно заболел сын, и требовалось поместить его в больницу, то он не попросил пособия: ему помогла лишь помощь родственников и друзей.
Одновременно занимался научной деятельностью, автор ряда научных работ. В 1922 совместно с А. Рафаловичем, издал книгу на французском языке о денежном обращении в России; в 1924, вместе с австро-швейцарским экономистом A. Амонном, — книгу на немецком языке о валютных реформах в Чехословакии и СССР; в 1928 — большую работу на английском языке о русских государственных финансах во время Первой мировой войны. Продолжал быть сторонником социальных реформ, не препятствующих частной инициативе, и введения золотой валюты. С 1924 принимал участие в работе экономического отдела Русского института права и экономики, основанного при Парижском университете.
Похоронен на парижском кладбище Баньё, рядом со своей женой.

## Труды
- К аграрному вопросу. СПб., 1906.
- Современный капитализм и его денежный аппарат // Современный мир, 1902.
- Очерки по истории социализма // Современный мир, 1908.
- Германские законодательные новеллы по денежному обращению. // Известия Санкт-Петербургского политехнического института, 1908.
- Теоретики государственного социализма в Германии и социально-политические воззрения князя Бисмарка. — СПб., 1911.
- Русский Государственный банк, как учреждение эмиссионное : (Из лекций, чит. в СПБ. Политехн. ин-те) — [Санкт-Петербург], [1912]. — 81 с.
- Военные займы: Сб. статей: проф. М. В. Бернацкого [и др.] / Под общ. ред. [и с предисл.] проф. М. И. Туган-Барановского. — Петроград: тип. «Правда», 1917. — 194 с.
- Russian Public Finance during the War. — New Haven: Yale University Press, 1928. (Раздел Monetary policy).